# Darian King
Darian King (* 26. dubna 1992 Bridgetown) je barbadoský profesionální tenista a olympionik. Ve své dosavadní kariéře na okruhu ATP World Tour nevyhrál žádný turnaj. Na challengerech ATP a okruhu ITF získal do srpna 2016 patnáct titulů ve dvouhře a osmnáct ve čtyřhře.
Na žebříčku ATP byl ve dvouhře nejvýše klasifikován v květnu 2017 na 106. místě a ve čtyřhře pak v lednu 2016 na 276. místě. Trénuje ho Christopher King.

## Tenisová kariéra

### Týmové soutěže
V barbadoském daviscupovém týmu debutoval v roce 2009 základním blokem 3. skupiny Americké zóny proti Bolívii, v němž podlehl Mauriciovi Estívarizovi. Barbadosané odešli poraženi 1:2 na zápasy. Do září 2016 v soutěži nastoupil k dvaceti mezistátním utkáním s bilancí 20–7 ve dvouhře a 9–6 ve čtyřhře.
Barbados reprezentuje na Letních olympijských hrách 2016 v Riu de Janeiru, když do mužské dvouhry obdržel z pozice 278. hráče žebříčku jednu ze dvou divokých karet od Tripartitní komise. Stal se tak prvním barbadoským tenistou v historii, jenž se kvalifikoval na olympijské hry.

### Okruh ITF
V rámci hlavních soutěží událostí okruhu ITF debutoval v lednu 2010, když na turnaj v Ciudad de Guatemala obdržel divokou kartu. V úvodním kole podlehl Mexičanu Luisi Diazovi-Barrigovi. Premiérový singlový titul v této úrovni vybojoval na mexické události v Manzanillu, hrané v září 2012, poté co mu v závěru druhé sady finále skrečoval Brazilec Alexandre Schnitman. V témže měsíci získal druhou trofej na turnaji Manzanillo 3 po vítězství nad Japoncem Jošihitem Nišiokou, jenž mu odebal jediný game.
V sezóně 2013 se na okruhu ITF stal finalistou události v Pueblu, kde podlehl Gallardovi Vallesimu 3–6, 6–3 a 2–6. Titul si odvezl z Joplinu, kde na něj v závěrečném zápase nenašel recept Američan Alexander Sarkissian. Na turnaji Sunrise 3 2014 v osmifinále zvládl těžký boj s americkým hráčem Sekou Bangourem 2–1 na sety. ve finálovém duelu zvítězil nad Rakušanem Marcem Rathem po třísetovém průběhu. V roce 2015 ovládl událost v Orange Parku po zdolání Američana Stefana Kozlova. O měsíc později získal vavřín v oklahomské Tulse, když přehrál dalšího amerického tenistu Rubina. V červnu 2016 se probojoval až do finále turnaje ITF ve Winston-Salemu, kde nestačil na Američana Bangoura 0–2 na sety.

### Challengery
Na challengerech ATP poprvé triumfoval na červencovém Seguros Bolívar Open Cali 2016 v Cali, kde zdolal dominikánského favorita Víctora Estrellu Burgose ve třech setech. O čtrnáct dní později vybojoval druhou trofej po výhře nad Američanem Mitchellem Kruegerem na Levene Gouldin & Thompson Tennis Challenger 2016, konaném v newyorském Binghamtonu.

### ATP World Tour
V hlavní soutěži dvouhry okruhu ATP World Tour debutoval 3. srpna 2015, a to jako vůbec první Barbadosan v historii. Po zvládnuté kvalifikaci washingtonského Citi Open 2015 uhrál v úvodním kole jen tři gamy na Japonce Go Soedu.
Premiéru na nejvyšší grandslamové kategorie zaznamenal v kvalifikaci US Open 2015, kde v prvním kole podlehl Estonci Jürgenu Zoppovi až v tiebreaku rozhodující sady.

## Tituly na challengerech ATP
| Legenda                |
| ---------------------- |
| Challengery (2 tituly) |

### Dvouhra (2)
| č. | datum             | turnaj                    | povrch | soupeř ve finále       | výsledek      |
| -- | ----------------- | ------------------------- | ------ | ---------------------- | ------------- |
| 1. | 10. července 2016 | Cali, Kolumbie            | antuka | Víctor Estrella Burgos | 5–7, 6–4, 7–5 |
| 2. | 24. července 2016 | Binghamton, Spojené státy | tvrdý  | Mitchell Krueger       | 6–2, 6–3      |